# Ракетоплан

ракетоплан He-176 — перший ракетоплан і реактивний літак (Німеччина)

Ракетоплан — літак, який використовує ракети для руху. Ракетоплани можуть досягти набагато більшу висоту та швидкість, ніж реактивні літаки того ж розміру, але, як правило, палива вистачає на декілька хвилин безперервного польоту. Оскільки для польоту ракетопланам не потрібен кисень, тому вони придатні для дуже високого польоту, на значні висоти. Ракетоплан здатен розвинути більше прискорення, ніж реактивні літаки. Може злітати вертикально.
Через інтенсивне використання палива і різних практичних труднощів більшість ракетопланів була побудована для експериментального використання, як перехоплювачі винищувачів.

## Термінологія
В 1930—1950 роках ракетопланом називали літак з ракетним (рідинним або твердопаливним) двигуном, наприклад:
- He-176
- БІ-1
- X-1

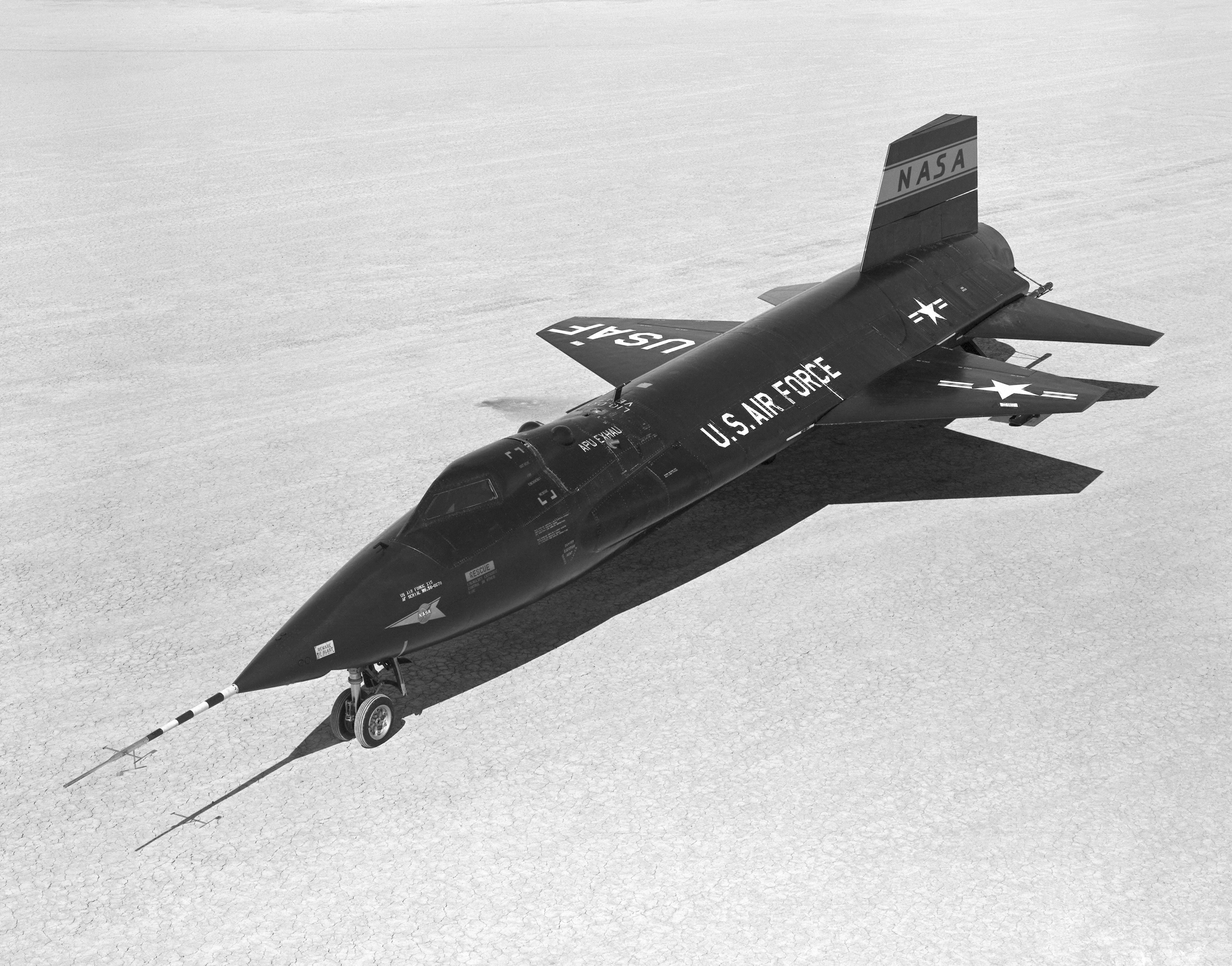
X-15

Потім з початком космічної епохи 1960-і роки назва стала застосовуватися в тому числі і до літаків-носіїв або ракет-носіїв, до суборбітальних гіперзвукових літаків і орбітальних (повітряно-космічних) літаків-космопланів, наприклад:
- X-20
- X-15
- Ракетоплан Р-2
- Космічний корабель багаторазового використання «Спейс шаттл»
- Космічний корабель багаторазового використання «Буран»
- Орбітальний літак в «Спіралі»
- Орбітальний літак в Багаторазовій авіаційно-космічної системі (БАКС)

Нині термін використовується обмежено, його значною мірою замінили терміни система космічного запуску багаторазового використання (у тому числі космічний човен від англійського англ. shuttle) і авіаційно-космічна система (АКС), в яких друга ступінь — космоплан або вся система АКС-космоліт є ракетопланом. Таким чином, підсумовуючи наведені визначення, зазначимо таке: ракетоплан — переважно багаторазовий крилатий літальний апарат літакової схеми, оснащений ракетними двигунами. У рідкісних випадках (деякі проєкти) ракетоплан міг бути одноразовим, наприклад, в проєкті плануючого ракетоплана з термоядерною бойовою частиною, розробленому ОКБ-156 Андрія Туполєва. Але по суті справи, тут вже йдеться про крилату ракету.

## Історія
Проєкти ракетопланів з'явилися в 1920-1930-х роках у зв'язку з появою технології РРД і застосуванням цих двигунів в численних розробках літаків в технологічно передових країнах, починаючи з першого ракетно-реактивного літака He-176 в нацистській Німеччині.
У 1944 в Німеччині створено нереалізований детальний проєкт Зенґера «Silbervogel», найбільш технологічно революційного ракетоплана — далекого гіперзвукового бомбардувальника, який виконує суборбітальний політ біля межі атмосфери, використовуючи рух по траєкторії хвилі, а не плануючий.
У США в 1950—1960-ті роки і пізніше були створені експериментальні ракетоплани, що запускалися з літаків-носіїв, у тому числі перший в світі гіперзвуковий літак — суборбітальний пілотований космоплан North American X-15, також Bell X-1, Lockheed D-21, Boeing X-43 тощо. Подібні (але не суборбітальні) системи були також у Франції та в інших країнах.
Ракетоплани-космоплани були другими ступенями в перших проєктах система космічного запуску багаторазового використання X-20 (США), «Лапоток», «Спіраль», тощо. Першими були реалізовані «Спейс шаттл» (США) і «Буран» (СРСР), а також у першому приватному суборбітальному космоплані SpaceShipOne і численних нереалізованих і триваючих проєктах різних країн і компаній.

## Фото

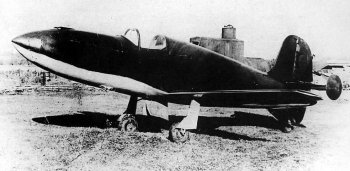
ракетоплан БІ-1 — перший радянський ракетоплан
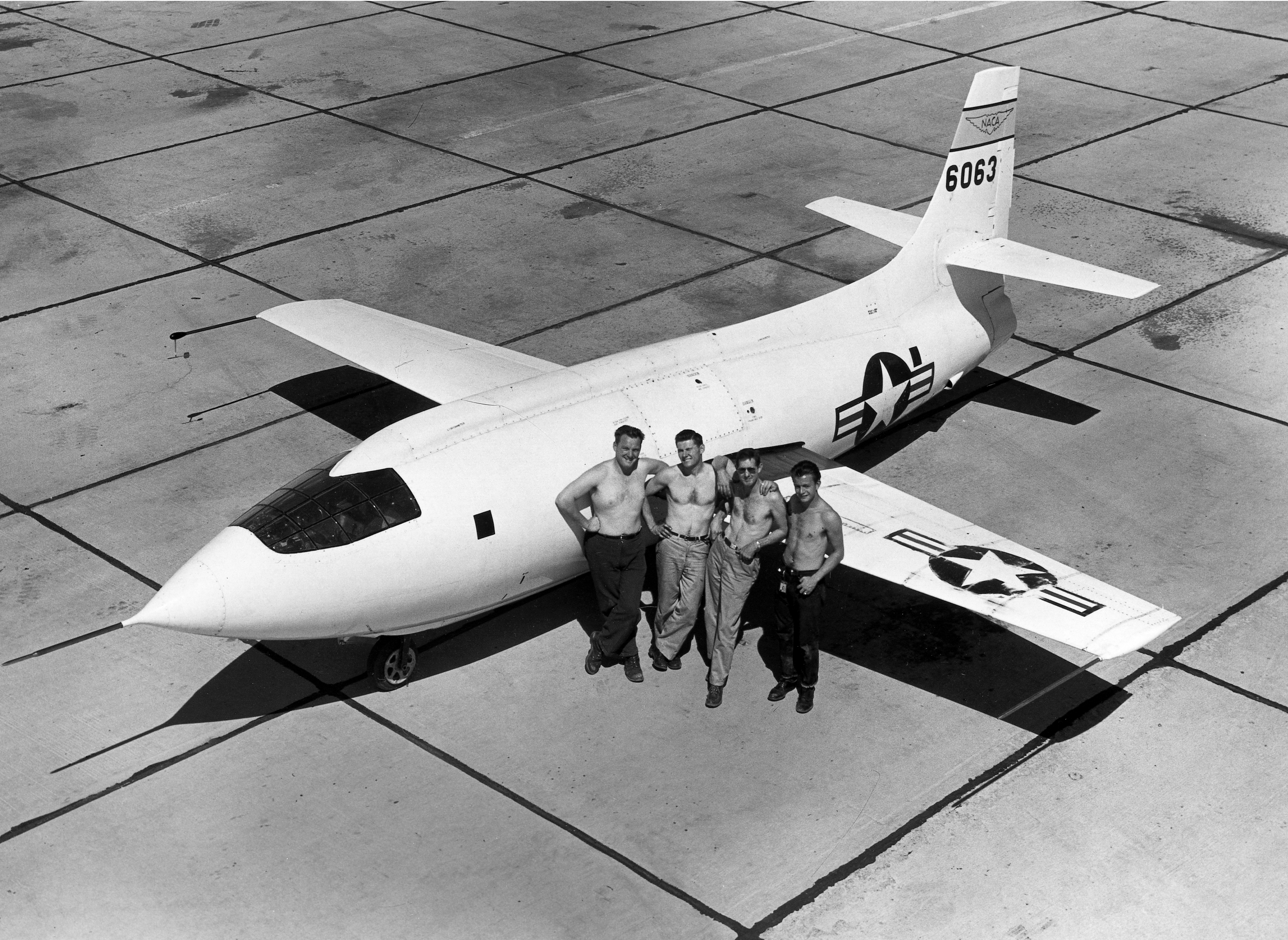
ракетоплан X-1 — перший рекордний ракетоплан США
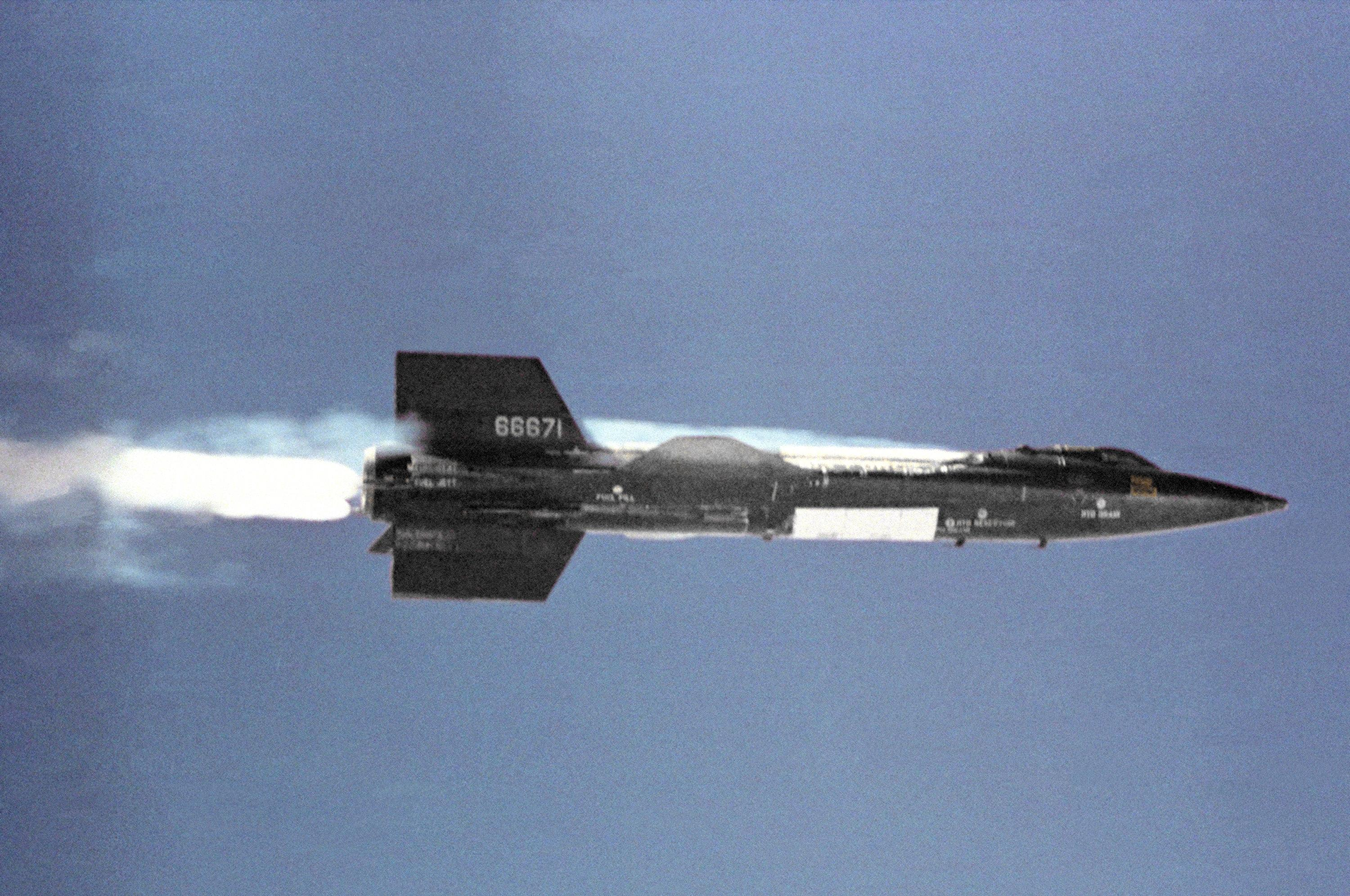
ракетоплан X-15 — перший гіперзвукий суборбітальний літак
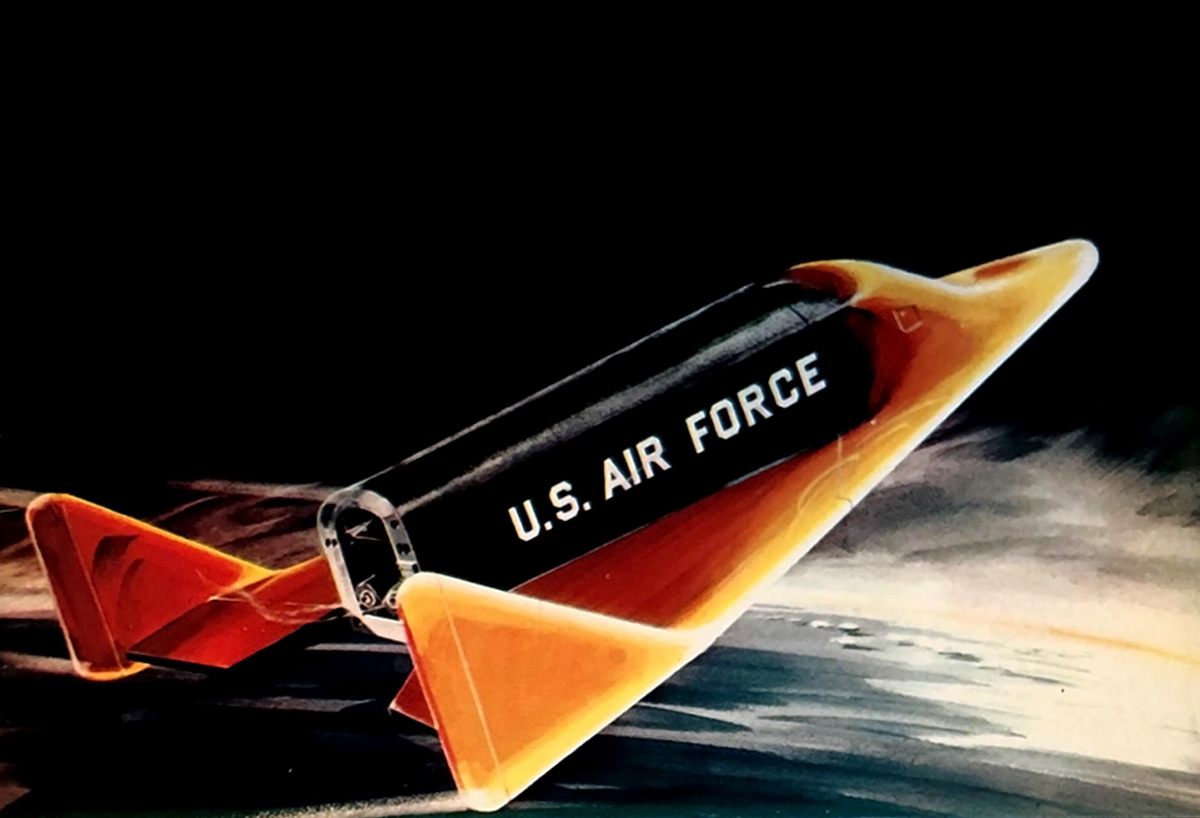
ракетоплан-космоплан в проєкті X-20
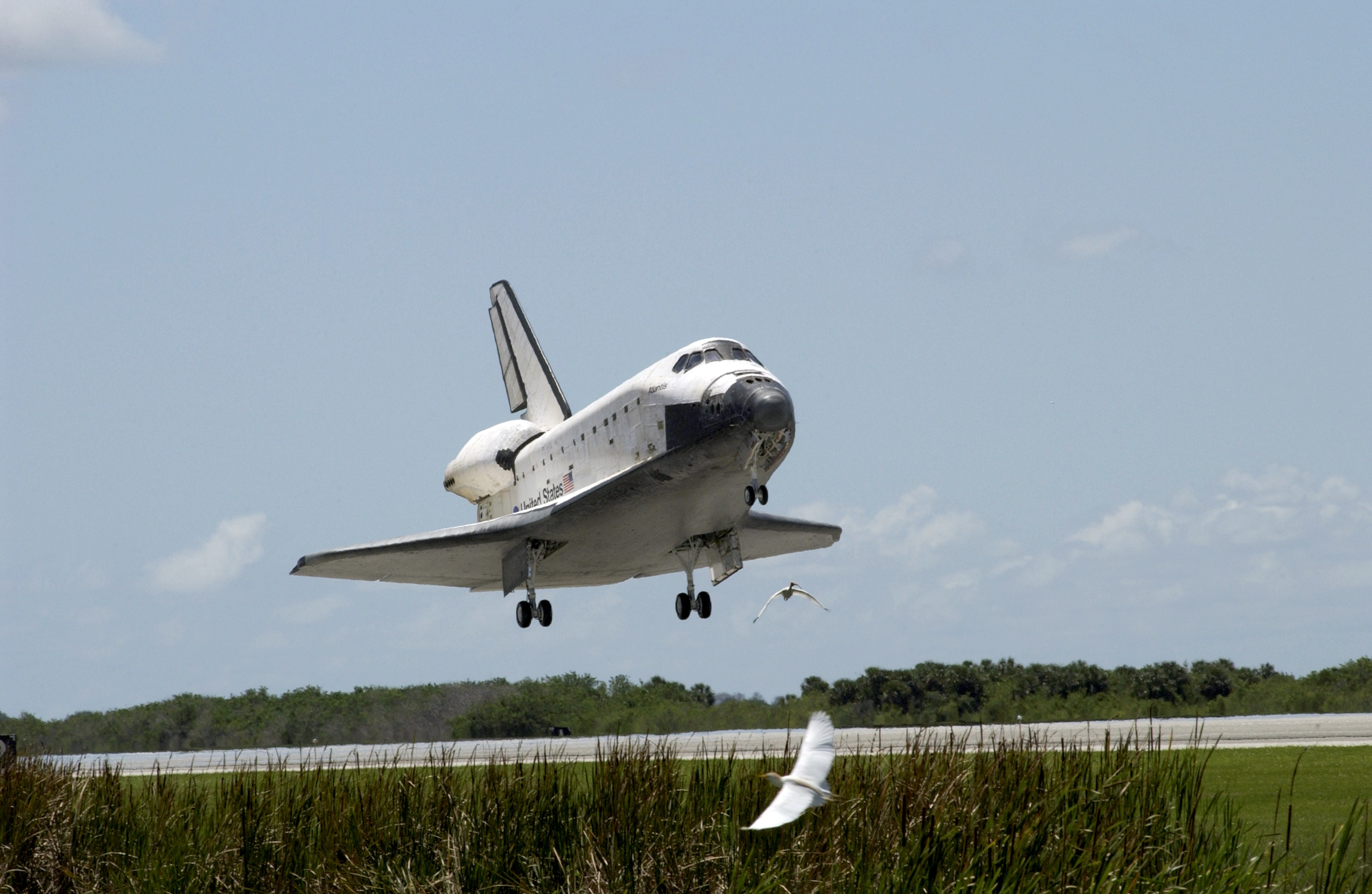
ракетоплан-космоплан Спейс шаттл
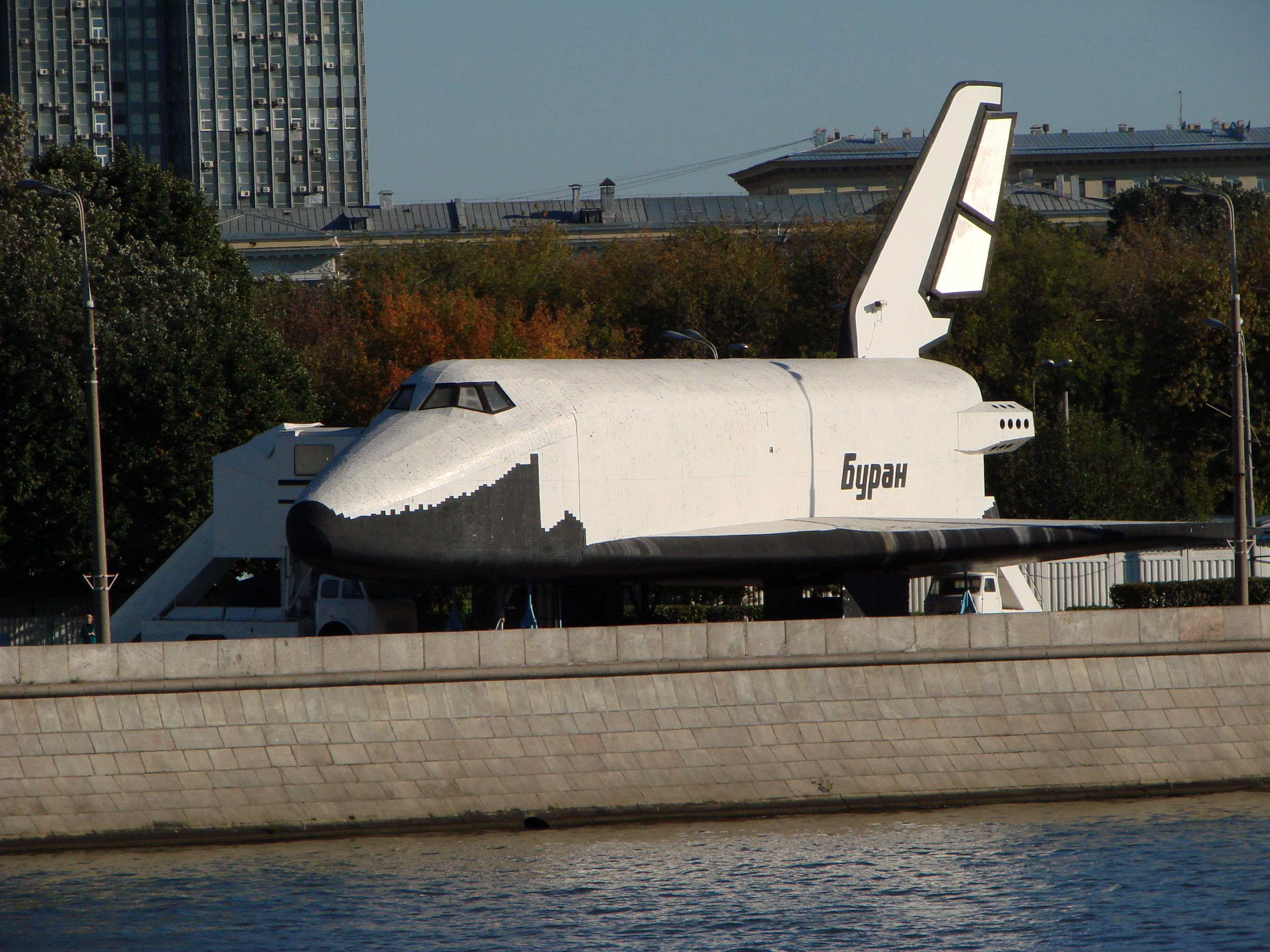
ракетоплан-космоплан Буран
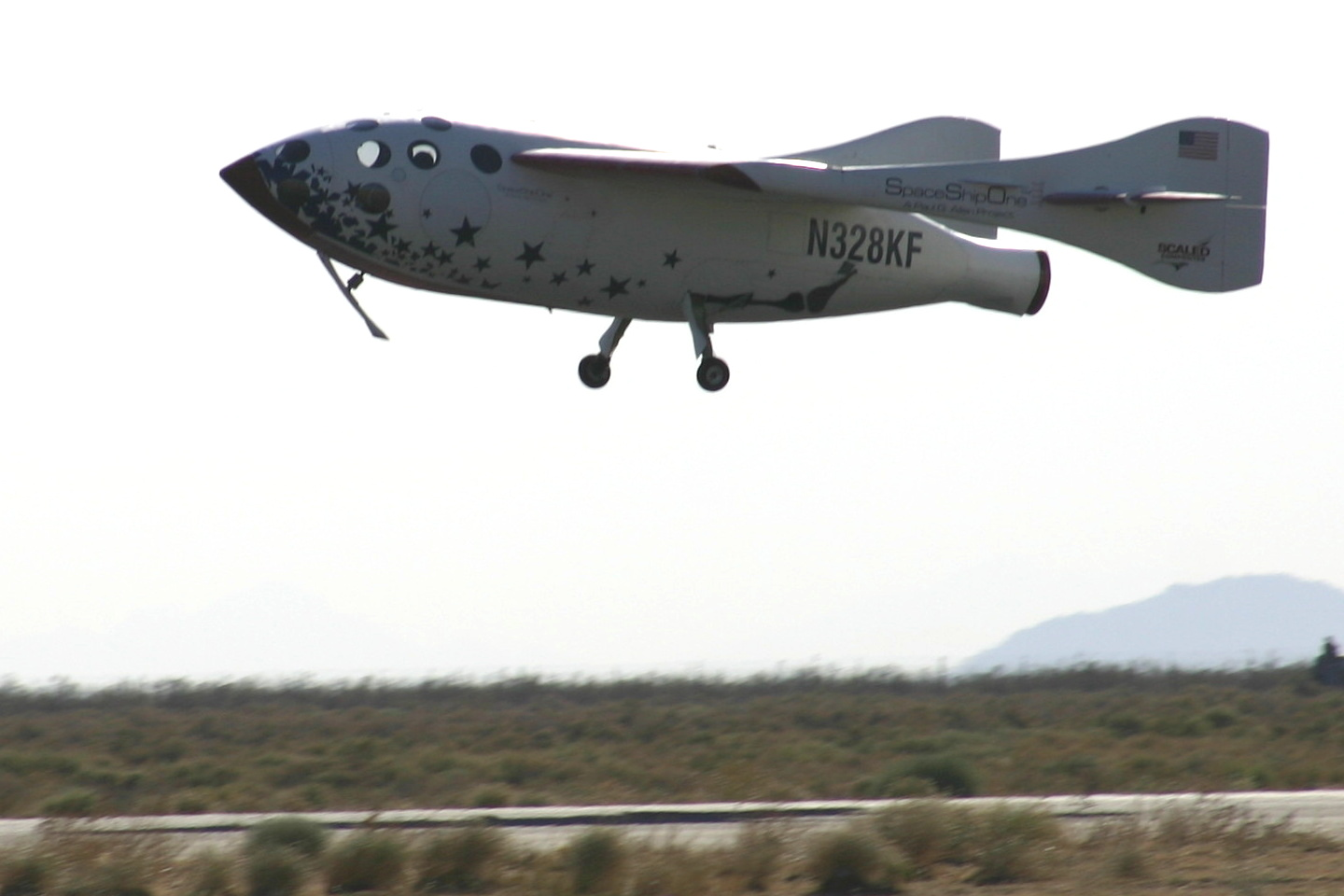
SpaceShipOne — перший приватний суборбітальний ракетоплан
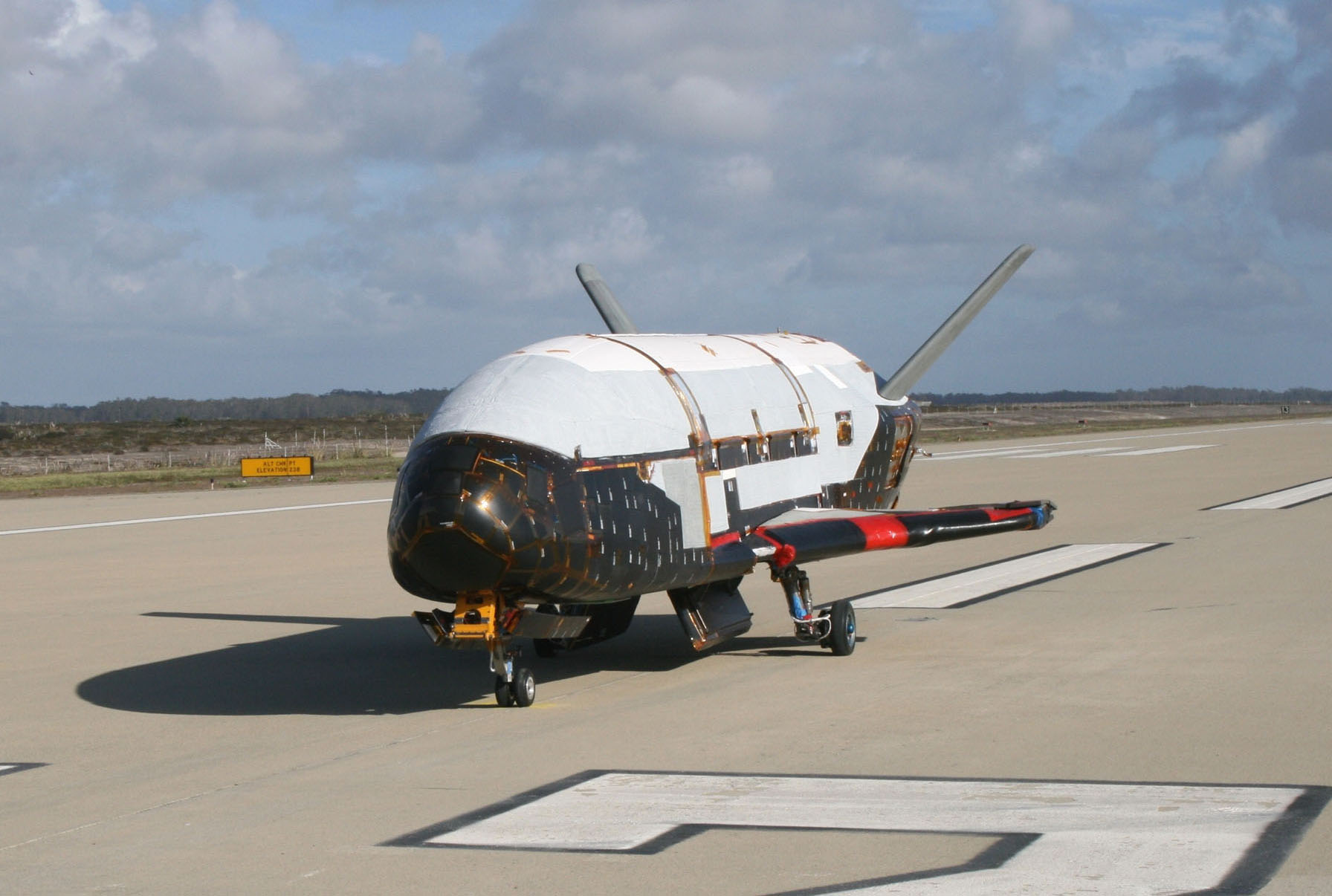
ракетоплан-космоплан Boeing X-37
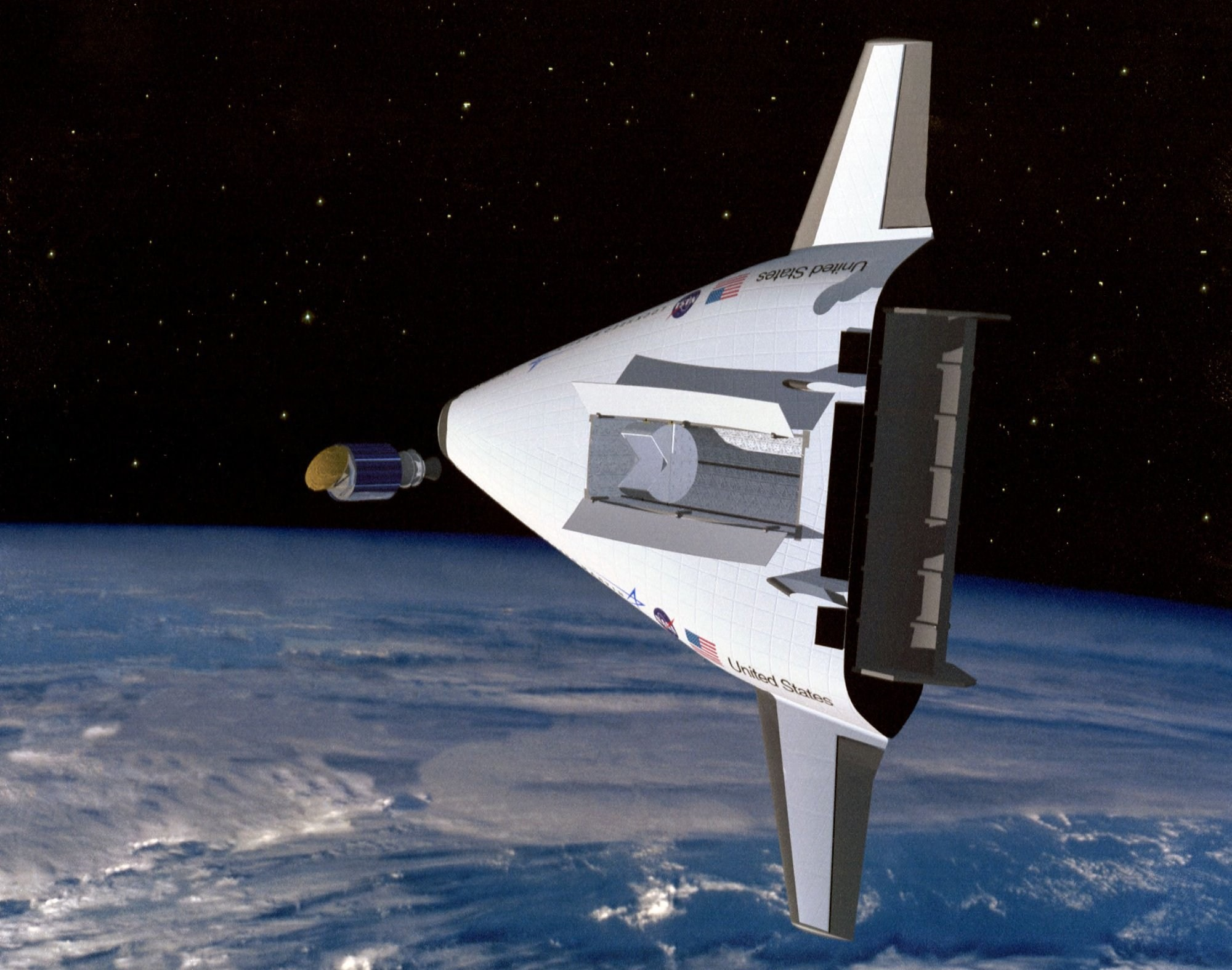
проєкт ракетоплана VentureStar
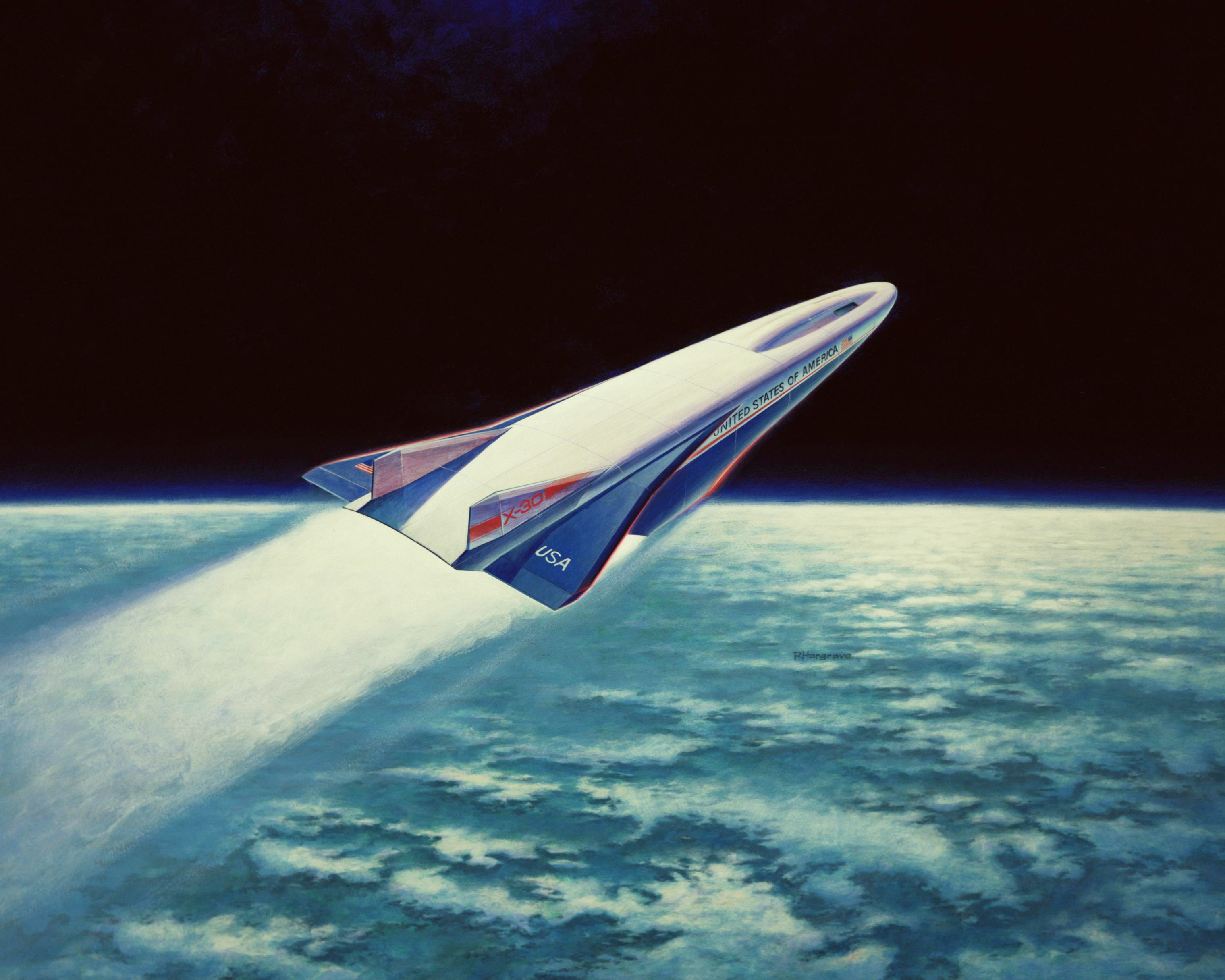
проєкт ракетоплана X-30